# Халлер, Барбара
Ба́рбара Ха́ллер (нем. Barbara Haller) — немецкая кёрлингистка.
В составе женской команды Германии участница двух чемпионатов мира (бронзовые призёры в 1989). Чемпионка Германии среди женщин (1989).

## Достижения
- Чемпионат мира по кёрлингу среди женщин: бронза (1989).
- Чемпионат Германии по кёрлингу среди женщин: золото (1989).

## Команды
| Сезон   | Четвёртый      | Третий          | Второй         | Первый          | Запасной                           | Турниры            |
| ------- | -------------- | --------------- | -------------- | --------------- | ---------------------------------- | ------------------ |
| 1984—85 | Барбара Халлер | Кристина Халлер | Сабина Хут     | Хайке Вилендер  |                                    | ЧЕЮ 1985 (7 место) |
| 1988—89 | Андреа Шёпп    | Моника Вагнер   | Барбара Халлер | Кристина Халлер |                                    | ЧГЖ 1989 · ЧМ 1989 |
| 1990—91 | Андреа Шёпп    | Моника Вагнер   | Хайке Вилендер | Кристина Халлер | Барбара Халлер тренер: Райнер Шёпп | ЧМ 1991 (5 место)  |

(скипы выделены полужирным шрифтом)